# 水たまり (Blue Journeyの曲)
「水たまり」（みずたまり）は、音楽プロジェクト・Blue Journeyの楽曲。

## 背景・リリース
本楽曲は、2023年9月13日に開催されたBlue Journeyのライブ「Blue Journey 1st Live「夜明けのうた」」にて初めて披露され、同日中に同グループの5枚目の音楽配信限定シングルとして配信された。その後、2024年2月7日に同グループの1枚目のシングルとして発売された。シングルの形態は、「通常盤-初回プレス-」、アートブックが同梱された「初回限定盤」、アートブックおよびグッズが同梱された「完全生産限定 UNIVERSAL MUSIC STORE盤」の3つが存在する。

## 制作
本楽曲は、Blue Journeyのアルバム『夜明けのうた』の初回限定盤および、UNIVERSAL MUSIC STORE盤に収録されている器楽曲「The Bonus Track（Instrumental）」に歌詞をつけたものである。作詞・作曲・編曲・音楽プロデューサーはCarlos K.、歌唱はアキ・ローゼンタール、白上フブキ、湊あくあ、癒月ちょこ、大空スバル、大神ミオ、さくらみこ、猫又おかゆ、戌神ころね、兎田ぺこら、不知火フレア、白銀ノエル、宝鐘マリン、天音かなた、角巻わため、常闇トワ、姫森ルーナ、雪花ラミィ、獅白ぼたん、尾丸ポルカ、鷹嶺ルイ、博衣こより、沙花叉クロヱが担当しており、Blue Journeyとしては初の参加タレント23名全員が歌唱を担当する楽曲となっている。

## アートワーク・カバーアート
音楽配信限定シングルのアートワークは、砂漠と空のイラスト、シングルの通常盤-初回プレス-のカバーアートは、雨上がりの水たまりを描いたイラスト、シングルの初回限定盤および、完全生産限定 UNIVERSAL MUSIC STORE盤のカバーアートは、雨が止んで曇天の空の向こうから光がこぼれている中、自らが映った水たまりを前にBlue Journeyの参加タレント全員が佇んでいる様子を描いたイラストとなっている。

## チャート成績
音楽配信限定シングルは、オリコンチャートによる2023年09月25日付の週間 デジタルシングルランキングにて35位を記録し、Billboard JAPANによる2023年09月20日公開のBillboard Japan Download Songsにて37位を記録した。シングルは、初週9,168枚として、オリコンチャートによる2024年02月19日付の週間 シングルランキングにて2位、週間 アニメシングルランキングにて1位を記録し、初週9,446枚として、Billboard JAPANによる2024年02月14日公開のBillboard Japan Top Singles Salesにて3位を記録した。

## 収録曲
2から4はシングルの全盤、5はシングルの初回限定盤および、完全生産限定 UNIVERSAL MUSIC STORE盤のみに収録されている。
1. 水たまり [音楽配信限定シングル：3:14、シングル：3:16]
2. 水たまり（Instrumental） [3:15]
3. 水たまり（Performance ver.） [3:17]
ライブ「Blue Journey 1st Live「夜明けのうた」」にて披露された際の音源をミックスしたもの[1][6]。
4. 水たまり（Instrumental Piano Arrange ver.） [3:38]
5. 「水たまり」レコーディング NG テイク集（Bonus Track）[2:43]